# Landkreis Janow-Lubelski
Powiat Janow-Lubelski (niem. Landkreis Janow-Lubelski, Kreishauptmannschaft Janow-Lubelski, pol. powiat janowski) – jednostka podziału administracyjnego Generalnego Gubernatorstwa w latach 1939–1942, wchodząca w skład dystryktu lubelskiego. Siedziba powiatu znajdowała się w Janowie Lubelskim.
Po wybuchu II wojny światowej i agresji ZSRR na Polskę obszar II Rzeczypospolitej przedzieliła Linia Mołotowa. Na części terenów II RP okupowanych wojskowo przez III Rzeszę (a więc tej, która nie została anektowana bezpośrednio przez Niemców), na podstawie dekretu Adolfa Hitlera z 12 października 1939 (z mocą obowiązującą od 26 października 1939), utworzono jednostkę administracyjno-terytorialną o nazwie Generalne Gubernatorstwo. Generalne Gubernatorstwo podzielone na cztery dystrykty, a te z kolei były podzielone na powiaty, gminy zbiorowe i wsie (właściwie dawne polskie gromady).
Jednym z powiatów dystryktu lubelskiego był Landkreis Janow-Lubelski. Objął on następujące obszary, należące przed wojną do województw lubelskiego i lwowskiego:
- cały obszar powiatu janowskiego z woj. lubelskiego – miasta Janów Lubelski i Kraśnik oraz gminy: Annopol, Batorz, Brzozówka, Chrzanów, Dzierzkowice, Gościeradów, Kawęczyn, Kosin, Modliborzyce, Potok, Trzydnik, Urzędów, Wilkołaz, Zaklików i Zakrzówek;
- fragment powiatu niżańskiego z woj. lwowskiego (część na wschód od Sanu) – całe gminy Jarocin, Ulanów II i Ulanów I (tę ostatnią przekształcono w miasto Ulanów) oraz trzy gromady gminy Nisko (Kłyżów, Pysznica i Zarzecze), z których utworzono gminę Pysznica;
- fragment powiatu tarnobrzeskiego z woj. lwowskiego (część na wschód od Sanu) – cała gmina Radomyśl nad Sanem oraz pięć gromad gminy Charzewice: Brandwica, Jastkowice i Rzeczyca Długa, które włączono do gminy Pysznica, oraz Dąbrowa Rzeczycka i Rzeczyca Okrągła, które włączono do gminy Radomyśl nad Sanem).

Łącznie Landkreis Janow-Lubelski obejął 3 miasta (Janów Lubelski, Kraśnik i Ulanów) i 19 gmin zbiorowych podzielonych na 260 wsi (gromad).
30 września 1942 siedzibę Landkreis Janow-Lubelski przeniesiono z Janowa Lubelskiego do Kraśnika. 1 październkika 1942 powiat Janow-Lubelski przekształocno w Landkreis Kraśnik.